# Орлец (ковёр)

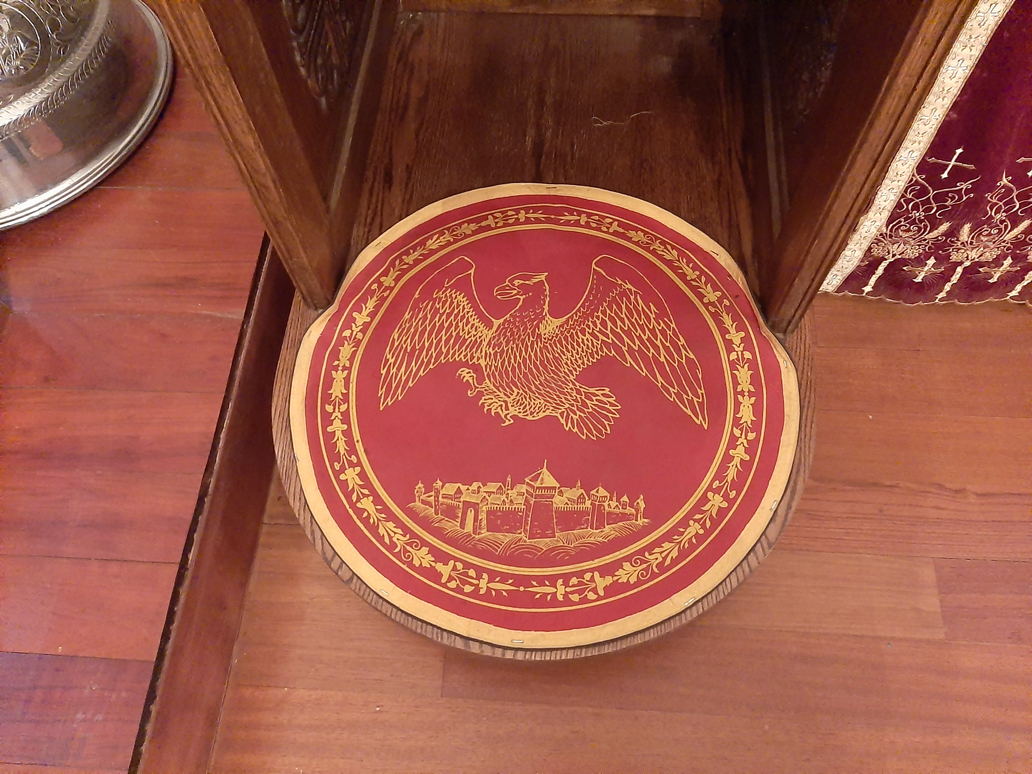
Орлец в православной церкви в городе Торонто, Канада

Орле́ц (греч. αετός) — небольшой круглый ковёр с изображением орла, парящего над городом, элемент православного богослужения епископским чином. Орлецы постилаются под ноги епископу в местах, где он останавливается, совершая богослужебные действия во время богослужения. Впервые их стали применять с XIII века в Византии, — тогда они представляли собой нечто вроде почётной награды от императора константинопольским патриархам.
Орёл на русских орлецах был одноглавым в отличие от двуглавых на орлецах византийских архиереев, так что орлец на Руси был не царской наградой, а самостоятельным церковным символом.
Духовный смысл орлеца с изображением города и парящего над ним орла указывает прежде всего на небесное происхождение власти и достоинства епископского сана. Становясь повсюду на орлец, епископ духовно всё время покоится на орле, то есть орёл символически постоянно носит на себе епископа.